# Château de Mâlain
Le château de Mâlain est une ancienne place forte ducale du XIe siècle remaniée au XVIe siècle, située à Mâlain (Côte-d'Or) en Bourgogne-Franche-Comté .

## Localisation
Le château domine le village au nord-ouest depuis une arête rocheuse détachée de la ligne de faille de Mâlain .

## Historique
Le premier château fort de Mâlain remonte à l'an 1000 et le premier seigneur connu en est Guido de Mediolano vers 1075. Une charte de 1197 entre l’abbaye de Saint-Seine et les autres religieux de la paroisse attribue à ceux-ci le tiers des revenus de l'église de Mâlain et de la chapelle du château. En 1230, Hervé, seigneur de Sombernon, tient celui-ci en fief du roi de France mais assure le duc de Bourgogne de son allégeance. En 1285, Philippe le Bel remet les châteaux de Mâlain et de Courtenay à Robert II[réf. souhaitée].
En 1422, Jeanne de Montagu et sa sœur Catherine héritent, de leur oncle, de celui de Mâlain. La partie de Jeanne relèvera trente ans plus tard du seigneur de Sée et de Rougemont. Il échoit en 1522 à Jacques de Mâlain, en héritage de son frère Guillaume. Le 12 mai 1593, il est pillé et mis à mal par les Ligueurs. En 1686, Nicolas II Brûlart, marquis de la Borde et président au parlement de Bourgogne, rachète le château qui est déjà en ruines en 1763 sur la carte de Cassini[réf. souhaitée].

## Architecture
L'accès à la basse-cour, séparée en deux par un grand mur qui la traverse de part en part, se fait depuis le XVIe siècle par des "chemins tournants" qui partent du pied de la butte au nord-ouest. La moitié est du château, reconstruite au début du XVIe siècle, a conservé des élévations importantes, alors que la moitié ouest, transformée en jardin à la même époque, ne conserve que les traces au sol des bâtiments du XIIe et XIIIe siècles[réf. souhaitée].
De ce côté, près du sommet, à l'aplomb du mur de soutènement, le corps de logis édifié par Guillaume de Mâlain est un grand bâtiment à un étage surmonté de combles, recouvert d'un toit vernissé au sud qui englobe la tour de guet du château médiéval datée de 1200. Ce corps de logis est flanqué à l'ouest par une tour hors-œuvre demi-ronde, et à l'est par la chapelle St-Georges effondrée [réf. souhaitée].
Dans la moitié ouest, un escalier monumental, taillé dans la roche, desservait le donjon médiéval sur sa gauche et une grande salle de réception sur sa droite. Plus haut, des bâtiments accrochés au rocher au nord semblent avoir desservi des chambres-aise et d’autres construits sur le mur-remparts au sud avoir accueilli les cuisines. À l'extrémité de l'arête, l’éperon est occupé par une terrasse arasée de main d'homme et semble être l'emplacement du château de l'an mil, construit au-dessus de la grotte dite trou du Diable occupée depuis le néolithique et qui a servi de bergerie au XIIe siècle.

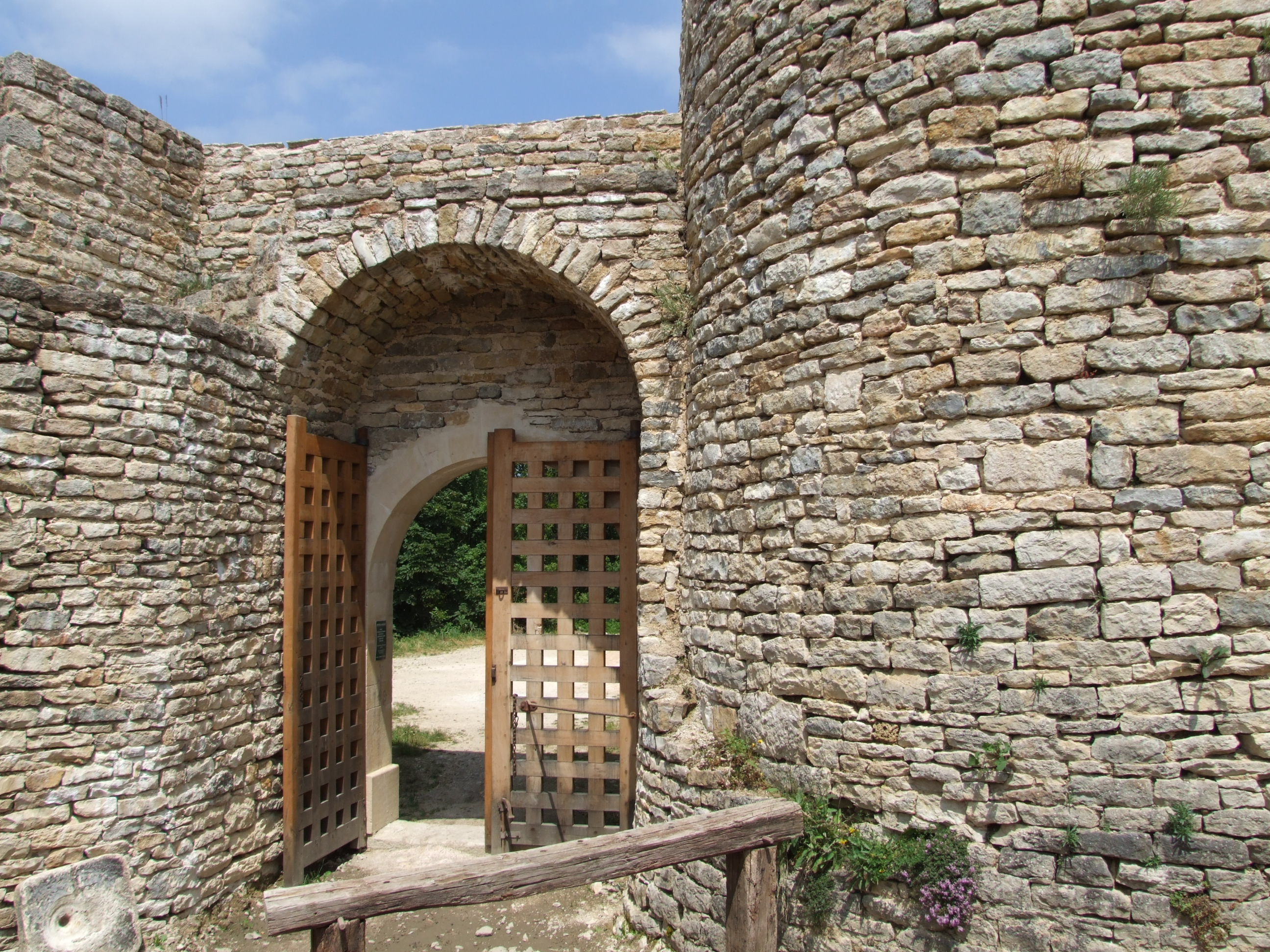
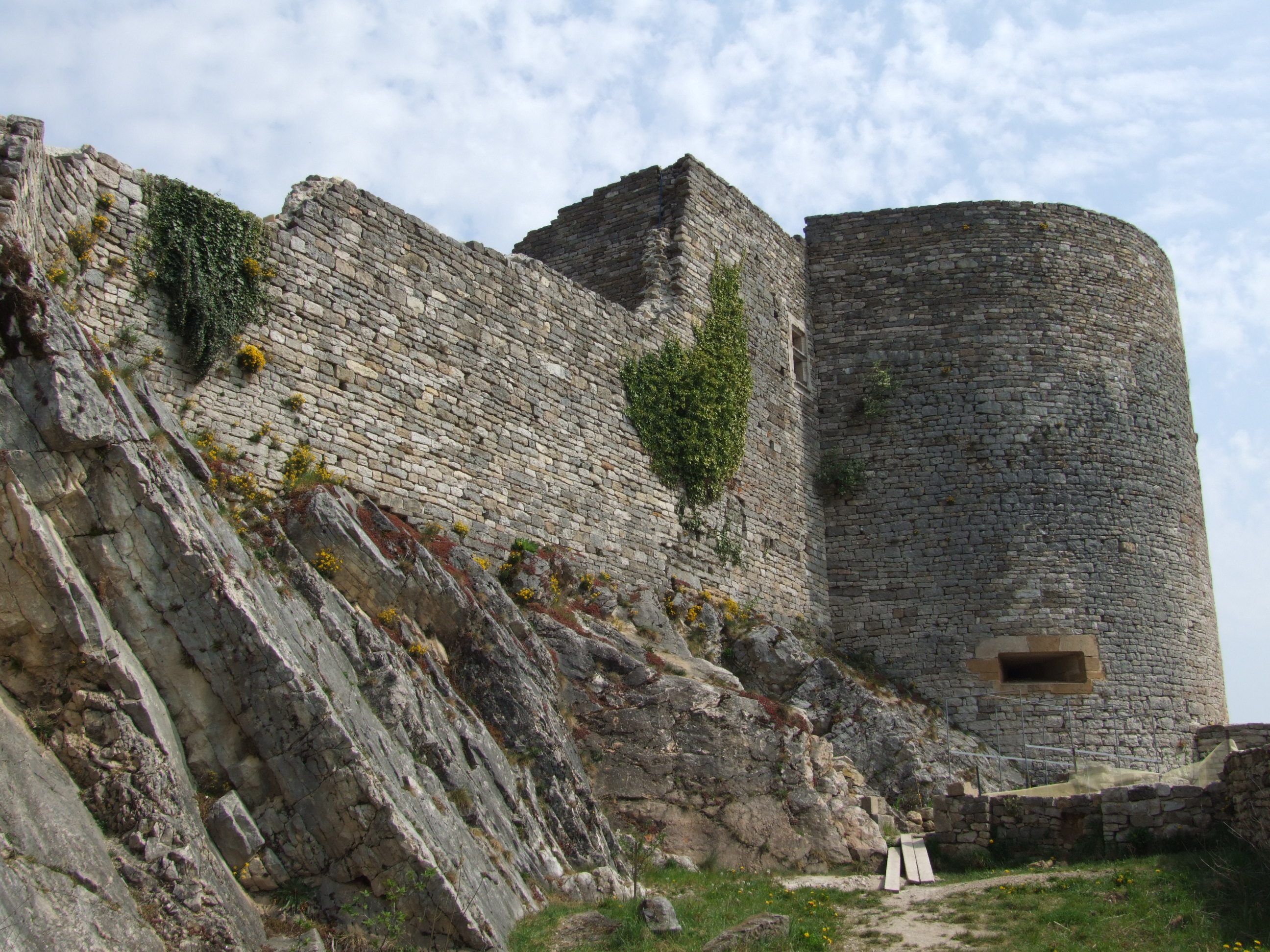
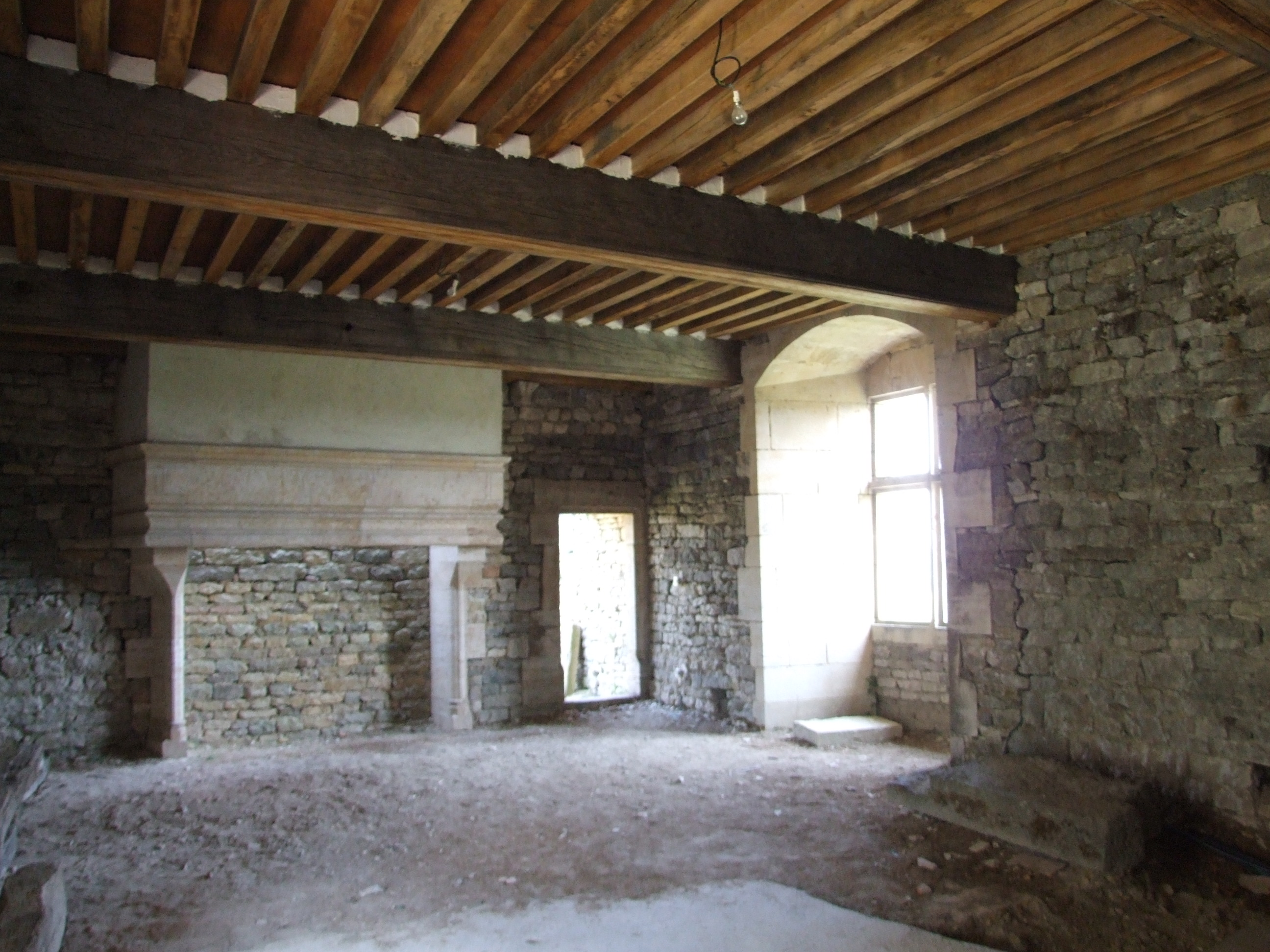
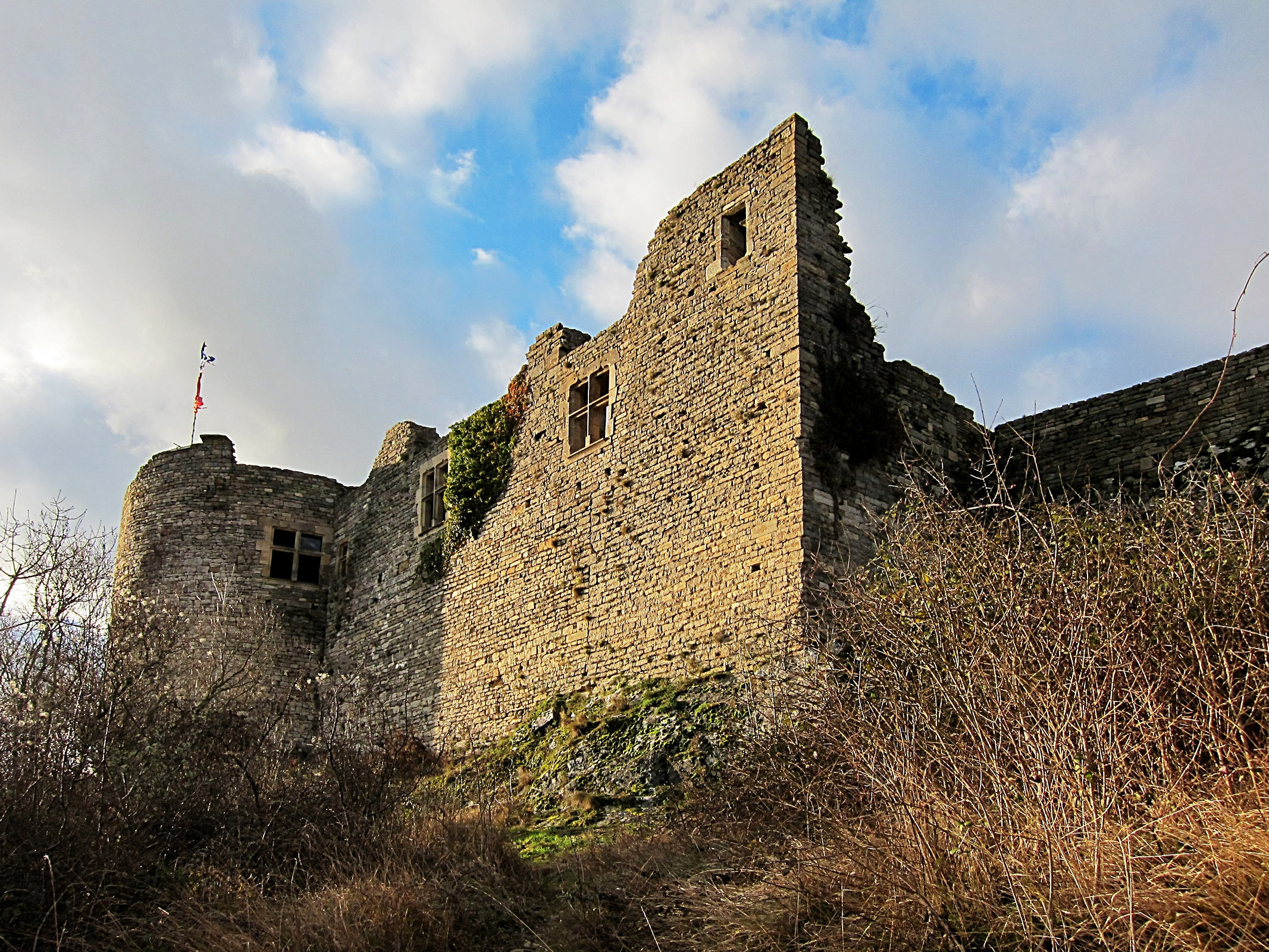

## Valorisation du patrimoine
Le château de Mâlain est restauré depuis 1985 par le Groupe archéologique du Mesmontois (GAM) qui veille notamment sur l’ancienne bourgade gallo-romaine de Mediolanum, chantier de fouilles situé au site archéologique de La Boussière, mais aussi à la sauvegarde du château de Mâlain et à la préservation du « trou du diable » ancienne grotte karstique.
La Fondation du patrimoine accompagne régulièrement la restauration du château depuis 2006. Pas moins de 7 tranches de travaux ont été supervisées par le Groupe archéologique du Mesmontois.